# Rastreador de estrellas

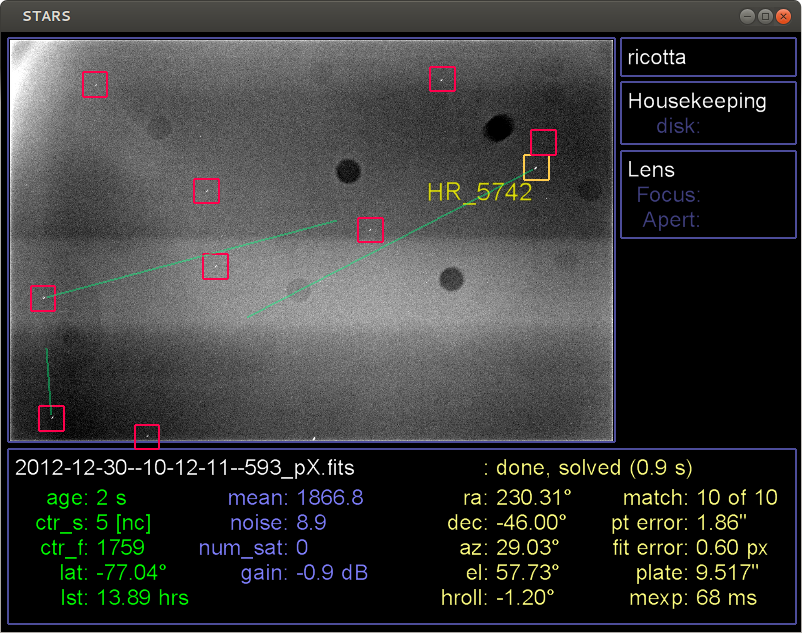
STARS, software rastreador de estrellas en tiempo real.

Un rastreador de estrellas (en inglés, star tracker) o sensor estelar es un dispositivo óptico que mide las posiciones de las estrellas mediante fotodetectores o una cámara. Puesto que los astrónomos han medido las posiciones de muchas estrellas con un alto grado de precisión, se puede utilizar un rastreador de estrellas en un satélite o una nave espacial para determinar su orientación o actitud con respecto a las estrellas. Para hacer esto, el rastreador de estrellas debe obtener una imagen de las estrellas, medir su posición aparente en el marco de referencia de la nave e identificar las estrellas para que su posición se pueda comparar con su posición absoluta conocida de un catálogo de estrellas. Un rastreador de estrellas puede incluir un procesador para identificar estrellas comparando el patrón de estrellas observadas con el patrón conocido de estrellas en el cielo.

## Historia
En la década de 1950 y principios de la de 1960, cuando los sistemas de navegación inercial (INS) no eran lo suficientemente precisos para los alcances intercontinentales, los rastreadores de estrellas eran una parte importante de los primeros misiles balísticos de largo alcance y misiles de crucero.
Considérese un misil de la Guerra Fría volando hacia su objetivo; inicialmente comienza volando hacia el norte, pasa sobre el Ártico y luego comienza a volar nuevamente hacia el sur. Desde la perspectiva del misil, las estrellas detrás de él parecen acercarse al horizonte sur, mientras que las de delante se elevan. Antes del vuelo, se puede calcular el ángulo relativo de una estrella en función de dónde debería estar el misil en ese instante si sigue la trayectoria correcta. Eso se puede comparar con la ubicación medida realmente para producir una señal para devolver el misil a la trayectoria correcta.
Debido a la rotación de la Tierra, las estrellas que se encuentran en una ubicación utilizable cambian según el transcurso de un día y la ubicación del objetivo. Generalmente, se utilizaba una selección de varias estrellas brillantes y se seleccionaba una en el momento del lanzamiento. Para los sistemas de guía basados únicamente en el seguimiento de estrellas, se pregrababa en algún tipo de mecanismo de grabación (generalmente una cinta magnética) una señal que representaba el ángulo de la estrella durante el período de un día. En el lanzamiento, la cinta se avanzaba hasta el momento adecuado. Durante el vuelo, la señal de la cinta se utilizaba para colocar aproximadamente un telescopio de modo que apuntase a la posición esperada de la estrella. En el foco del telescopio había una fotocélula y una especie de generador de señales, típicamente un disco giratorio conocido como helicóptero. El helicóptero hacía que la imagen de la estrella apareciese y desapareciese repetidamente en la fotocélula, produciendo una señal que luego se suavizaba para producir una salida de corriente alterna. La fase de esa señal se comparaba con la de la cinta para producir una señal de guía.
Los rastreadores de estrellas a menudo se combinaban con un sistema de navegación inercial (INS). Los sistemas INS miden las aceleraciones y las integran a lo largo del tiempo para determinar una velocidad y, opcionalmente, integran dos veces para producir así una ubicación relativa a su ubicación de lanzamiento. Incluso los pequeños errores de medición, cuando se integran, se suman a un error apreciable conocido como "deriva". Por ejemplo, el sistema de navegación N-1 desarrollado para el misil de crucero SM-64 Navaho se desviaba a una velocidad de 1 milla náutica por hora, lo que significaba que después de un vuelo de dos horas, el INS estaría indicando una posición a 2,3 millas náuticas (3,7 km) de distancia de su ubicación real. Esto estaba fuera de la precisión deseada de aproximadamente media milla.
En el caso de un INS, la cinta magnética se puede quitar y esas señales pueden ser proporcionadas por el INS. El resto del sistema funciona como antes; la señal del INS posiciona aproximadamente el rastreador de estrellas, que luego mide la ubicación real de la estrella y produce una señal de error. A continuación, esta señal se usa para corregir la posición que se genera desde el INS, reduciendo así la deriva acumulada de vuelta dentro del límite de precisión del rastreador. Estos sistemas "inerciales estelares" fueron especialmente comunes desde la década de 1950 hasta la de 1980, aunque algunos sistemas se así se siguen usando a día de hoy.

## Tecnología actual
Actualmente hay muchos modelos disponibles. También existen proyectos abiertos diseñados para ser utilizados por la comunidad global de investigadores y desarrolladores de cubesats.
Los rastreadores de estrellas actuales, que requieren una alta sensibilidad, pueden confundirse con la luz solar reflejada desde la nave espacial o con las columnas de gases de escape de los propulsores de la nave espacial (ya sea por reflejo de la luz solar o contaminación de la ventana del rastreador de estrellas). Los rastreadores de estrellas también son susceptibles a una variedad de errores (baja frecuencia espacial, alta frecuencia espacial, temporal, etc.) además de una variedad de fuentes ópticas de error (aberración esférica, aberración cromática, etc.). También hay muchas fuentes potenciales de confusión para el algoritmo de identificación de estrellas (planetas, cometas, supernovas, el carácter bimodal de la función de dispersión puntual para estrellas adyacentes, otros satélites cercanos, contaminación lumínica de fuentes puntuales de las grandes ciudades de la Tierra, etc.). 
En la actualidad hay aproximadamente 57 estrellas de navegación brillantes de uso común. Sin embargo, para misiones más complejas, se utilizan bases de datos de campos estelares completas para determinar la orientación de la nave espacial. Un catálogo de estrellas de alta fidelidad típico para la determinación de la actitud se origina a partir de un catálogo base estándar (por ejemplo, del Observatorio Naval de los Estados Unidos) y luego se filtra para eliminar estrellas problemáticas, por ejemplo, debido a la variabilidad de magnitud aparente, la incertidumbre del índice de color o una ubicación. dentro del diagrama de Hertzsprung-Russell que implique poca fiabilidad. Este tipo de catálogos de estrellas pueden tener miles de estrellas almacenadas en la memoria a bordo de la nave espacial, o bien procesadas usando herramientas en la estación terrestre y luego enviadas a la nave.